# Cordelería

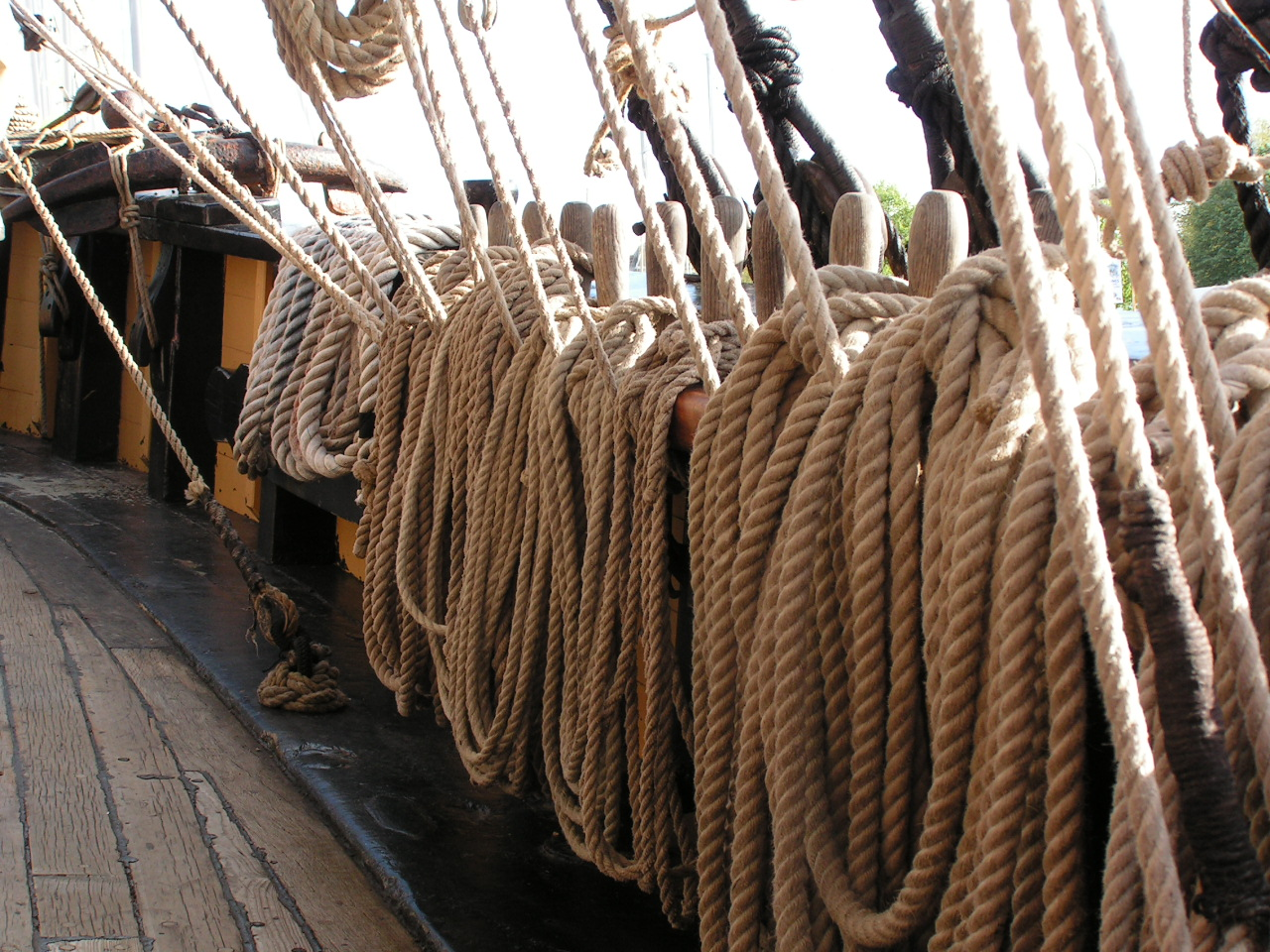
Conjunto de cabos.

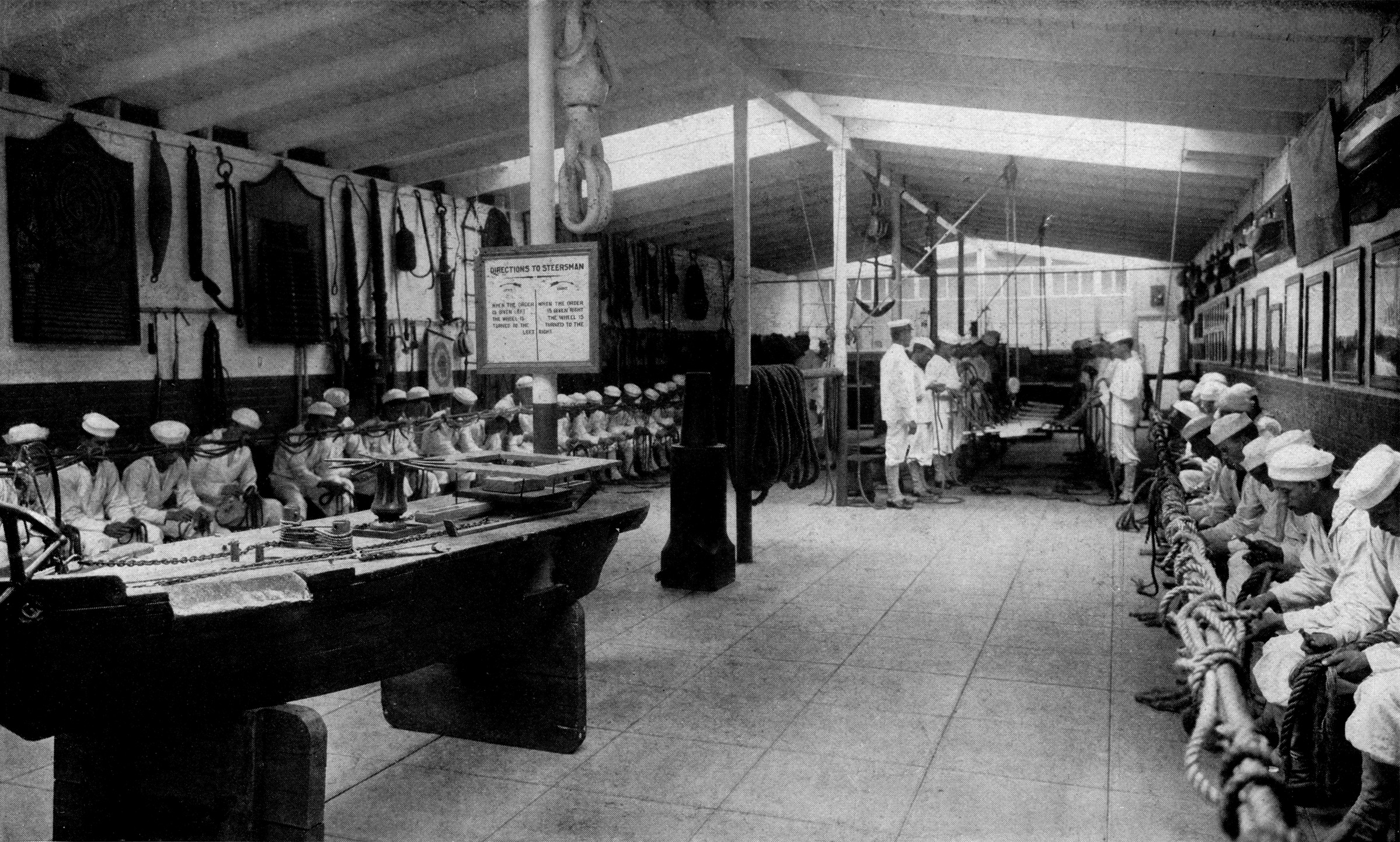
Trabajo de cordelería en una escuela náutica militar en Newport (1917).

Cordelería es el arte que enseña a fabricar los cabos y a trabajar en ellos para su recomposición o su mejor uso. 
Mientras que la habilidad de un marinero en la era de la navegación a vela se juzgaba frecuentemente por lo bien que utilizaba el buril de marinería, estos conocimientos también abarcan el amarre a otra embarcación, el remolque, reparaciones en movimiento y otras habilidades que siguen siendo críticas para los marineros modernos.
Los cabos son una combinación de varios hilos de cáñamo torcidos.  Un largo mechón de cáñamo torcido, que casi siempre lo está de derecha a izquierda, se llama filástica. Si la torsión de la filástica es considerable, adquiere esta una gran fuerza de elasticidad que tiende a destorcerla. Uniendo varias filásticas y dejando obrar esta fuerza, cada una de ellas se destorcerá arrollándose sobre las otras y formarán lo que se llama un cordón que estará torcido al revés o de izquierda a derecha. El cordón es el elemento del cabo que se forma torciendo varios cordones uniéndolos y dejando obrar su elasticidad para que se arrollen unos sobre otros. De este modo el cabo está torcido en el mismo sentido que la filástica. Los cabos que generalmente se usan son los formados por tres o cuatro cordones.
En cordelería se usa la voz colchar en lugar de torcer, y se dice que un cabo tiene buena colcha o que está bien colchado cuando está bien torcido. Se llama también colcha la huella que deja en un cabo el cordón que se desliza. Los cabos que están colchados de derecha a izquierda, se dice que están colchados al derecho o que tienen colcha de guindaleza, y los que están colchados de izquierda a derecha que lo están al revés o que la tienen de calabrote.

## Nudos
Los empalmes cortos son nudos para mantener juntos el extremo cortado de una cuerda para evitar que se deshilache y asegurar la facilidad de su uso. Los nudos constrictores pueden servir como empalmes temporales al cortar cuerdas, al igual que un par de capas de cinta adhesiva. La forma más simple es el nudo común.
Las fibras sintéticas modernas, tales como nailon y poliéster, requieren métodos alternativos tales como la fusión, que utiliza calor para fundir las fibras para hacer un corte limpio y permanente; para las fibras que no se pueden fusionar en caliente, por ejemplo, la aramida, es necesario sumergir el extremo cortado en un recubrimiento adhesivo de goma, resina o pintura.
Sin embargo, el experto en cuerdas y nudos, Geoffrey Budworth, advierte contra este modo de unir las fibras de los extremos con calor:

Sellar las puntas de los cabos de esta manera es descuidado y puede resultar peligroso. En una ocasión, un operador de un remolcador se abrió la  palma de la mano hasta los tendones cuando un cabo de cuerda endurecido (y obviamente, afilado) que había sido sellado en caliente se le resbaló al agarrarlo. No hay nada como un empalme corto bien hecho.

## Tipos de cabos
Los cabos con relación a sus gruesos toman los nombres siguientes:
- Beta. Cuando tienen menos de 0,116 m. (5") de circunferencia.
- Guindaleza. Cuando tienen de 0,116 m. a 0,255 m. (5" a 11") y están colchados al derecho.
- Calabrote. Cuando tienen de 0,139 m. a 0,255 m. (6" a 11") y están colchados al revés.
- Cable. Cuando tienen más de 0,255 m. (11") de circunferencia y están colchados al revés.

Para medir los cabos se emplea una cinta dividida en pulgadas y líneas, llamada pulgadera, arrollándola al que se quiere medir. En la cordelería se usan con mucha frecuencia cabos de muy poca mena de diversas clases. Los principales son:
- el hilo de vela o bramante. Se compone de dos filásticas muy delgadas.
- el merlín. Generalmente, es negro y está formado por tres filásticas muy bien torcidas.
- el baibén. Se hace con tres cordones formado cada uno de dos o tres filásticas colchadas al derecho.
- el meollar. Es un cordoncito flojo compuesto de tres o más filásticas que se hace en general de cáñamo usado y en este caso se llama contrahecho.

El extremo de un cabo, cordón o filástica se llama chicote y el cabo considerado con relación al chicote toma el nombre de firme.